# Errazkin
Errazkin est une commune située dans la municipalité de Larraun de la communauté forale de Navarre, dans le Nord de l’Espagne.
Cette commune se situe dans la zone bascophone de la Navarre. Elle est située dans la mérindade de Pampelune, à 45km de Pampelune. Sa population en 2021 était de 60 habitants. Sa superficie est de 4,82 km².
Il existe deux autres noyaux de population dans cette municipalité, Lezaeta, qui forme une commune avec Azpirotz et Eraso, mais qui dépendent de la commune d'Errazkin.

## Géographie
La commune d'Errazkin est délimitée au nord par la commune d'Albiasu, au sud par le Massif d'Aralar, à l'est par la commune de Baraibar, et à l'ouest par la commune de Betelu.
|        | Albiasu         |          |
| Betelu | Errazkin        | Baraibar |
|        | Massif d'Aralar |          |

## Population
| 2000 | 2001 | 2002 | 2003 | 2004 | 2005 | 2006 | 2007 | 2008 |
| ---- | ---- | ---- | ---- | ---- | ---- | ---- | ---- | ---- |
| 77   | 74   | 71   | 50   | 80   | 77   | 77   | 76   | 73   |

| 2009 | 2010 | 2011 | 2012 | 2013 | 2014 | 2015 | 2016 | 2017 |
| ---- | ---- | ---- | ---- | ---- | ---- | ---- | ---- | ---- |
| 77   | 79   | 79   | 83   | 77   | 77   | 72   | 73   | 71   |

| 2018 | 2019 | 2020 | 2021 | - | - | - | - | - |
| ---- | ---- | ---- | ---- | - | - | - | - | - |
| 69   | 67   | 63   | 60   | - | - | - | - | - |